# Cappella dei Notai
La cappella dei Notai è un'opera che si trova all'interno del palazzo della Ragione, nel cuore del centro storico di Verona. Di impianto tardogotico, è stata interamente decorata a cavallo tra Seicento e Settecento.

## Storia
Nella seconda metà del Trecento il Collegio dei Notai stabilì i propri uffici e gli archivi all'interno della torre della Massaria (o Masseria), presso il palazzo della Ragione. Il podestà Nicolò Zorzi e il capitano Bartolomeo Morosini concessero loro, nel 1408, l'uso della cappella di San Zeno, che venne così intitolata sia al patrono della città, san Zeno, che al patrono dei notai, san Daniele. Tra quell'anno e il 1419 l'ambiente fu quindi oggetto di lavori di ristrutturazione.
In un momento imprecisato furono collocate al piano di sopra della cappella le carceri che nel 1650, a causa del loro peso eccessivo, causarono il crollo di parte dei solai che danneggiarono gravemente l'ambiente sottostante: per questo motivo le decorazioni originarie sono andate perdute e il suo aspetto è stato modificato con i lavori che sono seguiti, terminati nel 1703. Il ciclo decorativo che ancora si può ammirare è infatti quello realizzato in questo periodo, successivamente restaurato a seguito dell'incendio che nel 1723 coinvolse e distrusse la torre della Masseria. In questa seconda occasione la cappella riuscì a salvarsi quasi integralmente, ma questa volta si decise di mozzare la torre ricostruendo la copertura appena sopra il luogo di culto.

## Descrizione

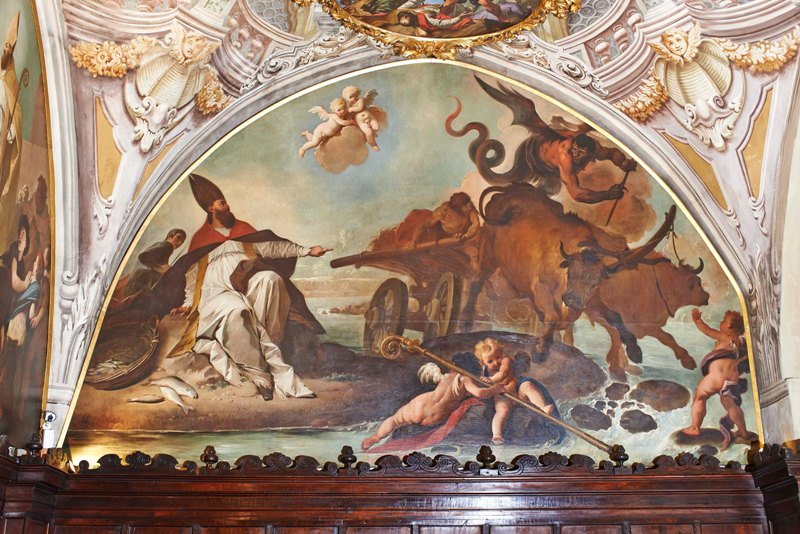
Il Miracolo del carro tirato da buoi indemoniati di Louis Dorigny, olio su tela

La cappella a pianta quadrangolare si sviluppa in tre ambienti comunicanti, coperti da volte a vela che si impostano su archi a sesto acuto. Rispetto agli ambienti austeri dei saloni del piano nobile del palazzo, essa si contraddistingue per la ricchezza dell'apparato decorativo.
I dipinti sono principalmente opera di Alessandro Marchesini, Giambattista Bellotti, Sante Prunati e Louis Dorigny, mentre il pittore padovano Andrea Zanoni è l'autore della maggior parte delle quadrature pittoriche prospettiche. Gli episodi ritratti sono per lo più relativi alle vite dei santi Zeno e Daniele, a cui si aggiungono temi della giustizia dall'Antico Testamento e temi della salvezza dal Nuovo Testamento. Nelle lunette sono raffigurate l'Adorazione dei Magi di Giovambattista Bellotti, l'Adorazione dei pastori di Alessandro Marchesini e il Sacrificio di Isacco di Gianbattista Canziani, mentre il Miracolo della coppa, il Miracolo del carro tirato da buoi indemoniati, le storie sulla Vita di San Zeno, l'Innocenza di Susanna e l'Annunciazione sono opera del pittore francese Louis Dorigny, in quel periodo a servizio della Repubblica di Venezia.